# Hassanal Bolkiah
Hassanal Bolkiah (nom complet: Sultan Haji Hassanal Bolkiah Mu'izzaddin Waddaulah ibni Al-Marhum Sultan Haji Omar Ali Saifuddien Sa'adul Khairi Waddien; Bandar Seri Begawan (Brunei), 15 de juliol de 1946) és el 29è i actual soldà de Brunei. Hassanal Bolkiah va accedir al tron després de l'abdicació del seu pare Omar Ali Saifuddien III el 4 d'octubre de 1967. Com a monarca absolut, des del 1984 també acumula el càrrec de primer ministre de Brunei, instituït quan el soldanat es va independitzar del Regne Unit.
El soldà de Brunei és considerat una de les persones més riques del món.